# Solanum candidum
Solanum candidum là loài thực vật có hoa trong họ Cà. Loài này được Lindl. miêu tả khoa học đầu tiên năm 1839.